# Josephine Obossa
Josephine Obossa (Napels, 20 mei 1999) is een Italiaans volleybalster. Ze speelt als aanvalster.
In 2019 won zij met haar team van Sassuolo de Coppa Italia A2. Obossa stapte over naar Saugella Monza en speelde daar in de A1-competitie. Hier won ze in 2021 de CEV Cup. In het seizoen 2021-2022 speelt Obossa voor Cda Volley Talmassons.

## Sportieve successen

### Club
CEV Cup:
- 2021